# Лобунец, Олег Игоревич
Олег Игоревич Лобунец (р. 1973) — старший лейтенант Вооружённых Сил Российской Федерации, участник Первой чеченской войны, Герой Российской Федерации (1997).

## Биография
Олег Лобунец родился 3 января 1973 года в посёлке Чуднов (ныне — Житомирская область Украины). В 1990 году он окончил среднюю школу и был призван на службу в Советскую Армию. В 1994 году Лобунец окончил Рязанское высшее воздушно-десантное командное училище.
В декабре 1994 года Лобунец был направлен в Чечню командиром разведвзвода 328-го гвардейского парашютно-десантного полка 104-й гвардейской воздушно-десантной дивизии. За восемь последующих месяцев он во главе разведывательной группы совершил большое количество разведывательных вылазок в тыл сепаратистов, добывая важную для командования информацию. Благодаря его умелому руководству за этот период в разведгруппе ни один разведчик не погиб. В одном из боёв Лобунец был тяжело ранен и долгое время находился на излечении. В ноябре 1996 года в звании старшего лейтенанта он был уволен в запас по состоянию здоровья.
Указом Президента Российской Федерации от 21 января 1997 года за «мужество и героизм, проявленные при выполнении специального задания» старший лейтенант запаса Олег Лобунец был удостоен высокого звания Героя Российской Федерации с вручением медали «Золотая Звезда».
В настоящее время Лобунец живёт и работает в Ульяновске, активно занимается общественной деятельностью.